# Taïwanisation
La Taïwanisation ((zh) ; Pe̍h-ōe-jī: Tâi-oân pún-thó͘-hòa ūn-tōng), également connue sous le terme de  Mouvement de la localisation taïwanaise, est un terme politique utilisé à Taïwan pour mettre en valeur l'importance d'une culture taïwanaise spécifique plutôt qu'une simple variante locale de la Chine. Cela implique l'enseignement de l'histoire de Taiwan, sa géographie, et sa culture au départ d'une optique taïwano-centrée, ainsi que la promotion des langues locales, comme le taïwanais, le Hakka et les langues formosanes. 
À l'origine partie du mouvement d'indépendance taïwanais et lié au Taiwan Name Rectification Campaign (en), certains buts de la Taïwanisation sont maintenant approuvés par des partisans de la réunification chinoise de Taïwan. 
Le mouvement de la localisation taïwanaise a été exprimé sous plusieurs formes telles que l'utilisation de la langue ou du dialecte dans les médias et des chaînes télévisées entièrement consacrées aux affaires des aborigènes de Taïwan et Hakka. Les manuels scolaires ont été réécrits par des universitaires dans le but de mettre en valeur Taïwan de manière plus importante. Le compromis politique atteint est d'enseigner à la fois l'histoire de Taïwan et celle de la Chine.
Quelques récentes entreprises et organisations taïwanaises ayant des noms contenant les mots Chine ou chinois ont été encouragées ces dernières années à remplacer le mot Chine par Taïwan comme un acte de taïwanisation. Cette campagne est nommée Name Rectification Campaign ou Taiwan Name Rectification. Beaucoup de grandes entreprises taïwanaises s'identifient déjà comme basées à Taïwan afin d'éviter que les clients internationaux ne confondent avec une entreprise basée en République populaire de Chine. D'autres entreprises taïwanaises refusent à cause des frais inhérents au changement. Les vues politiques de leurs patrons ou d'importants clients sont aussi des causes de refus.